# کوکورو ترادا
کوکورو ترادا (انگلیسی: Kokoro Terada؛ زادهٔ ۱۰ ژوئن ۲۰۰۸) بازیگر خردسال، سلبریتی اهل ژاپن است. وی از سال ۲۰۱۱ میلادی تاکنون مشغول فعالیت بوده‌است.
از فیلم‌ها یا برنامه‌های تلویزیونی که وی در آن نقش داشته‌است می‌توان به نبرد بزرگ یوکای: نگهبانان اشاره کرد.
وی همچنین برندهٔ جوایزی همچون ACC شده‌است.